# Xantomonadàcies
Xanthomonadaceae és una família de proteobacteris, conté 18 gèneres reconeguts. El gènere tipus és xanthomonas. Soques representatives pertanyents a aquesta família s'han aïllat de diversos llocs incloent el sòl, l'aigua, biofilms, aigües residuals, plantes, larves de dípters i espècimens clínics humans (Saddler & Bradbury, 2005). És l'única familia de l'ordre Xanthomonadales. Els seus membres típicament estan caracteritzats com a organismes mediambientals. Inclouen dos gèneres fitopatògens: Xanthomonas i Xylella.